# Шаготь
Ша́готь — село в Даниловском районе Ярославской области РФ. Входит в состав Даниловского сельского поселения, центр — Шаготского сельского округа.

## География
Находится в 34 км от Данилова на реке Рекша-Шаготька (правый приток Ухры). Между Шаготью и Даниловым налажено регулярное автобусное сообщение. 

## История
Село впервые оно упоминается в духовной грамоте Дмитрия Донского в 1389 года. Князь завещал Шаготь вместе со всем Белозерским краем своему третьему сыну, Андрею. В первой половине XVIII века Шаготь принадлежала старинному роду князей Хилковых, а позднее перешла к потомкам тульского оружейника Никиты Демидова. В 1792 году в селе была построена каменная церковь Рождества Богородицы с приделами во имя Св.Николая и Святых Чудотворцев и бессеребренников Косьмы и Дамиана. Да начала XX века в селе существовала и вторая деревянная церковь – во имя Святых Чудотворцев и бессеребренников Косьмы и Дамиана, построенная в 1790 году. В 1834 году в селе было открыто образцовое приходское училище. В 1905 году открылась в Шаготи и народная библиотека. 
В конце XIX — начале XX село являлось центром Старо-Андреевской волости (позднее — Шаготской волости) Романово-Борисоглебского уезда Ярославской губернии.
С 1929 года село являлось центром Старо-Андреевского сельсовета Тутаевского района, с 1941 года — в составе Арефинского района, с 1959 года — центр Шаготского сельсовета Даниловского района, с 2005 года — в составе Даниловского сельского поселения.

## Население
| 1859 | 1914 | 2002 | 2007 | 2010 |
| ---- | ---- | ---- | ---- | ---- |
| 140  | ↗152 | ↗198 | →198 | ↘162 |

## Инфраструктура
В селе располагаются основная общеобразовательная школа, фельдшерско-акушерский пункт, почтовое отделение Даниловского почтамта УФПС Ярославской области. 

## Достопримечательности
В селе расположена недействующая Церковь Рождества Пресвятой Богородицы (1790).